# Lista di asteroidi (44001-45000)
Di seguito una lista di asteroidi dal numero 44001 al 45000 con data di scoperta e scopritore.

## 44001-44100
| Nome                  | Designazione provvisoria | Data di scoperta  | Scopritore                       |
| --------------------- | ------------------------ | ----------------- | -------------------------------- |
| 44001 Jonquet         | 1997 RE3                 | 6 settembre 1997  | Pises                            |
| 44002 -               | 1997 ST1                 | 23 settembre 1997 | P. G. Comba                      |
| 44003 -               | 1997 SZ2                 | 23 settembre 1997 | Farra d'Isonzo                   |
| 44004 -               | 1997 SS3                 | 25 settembre 1997 | G. R. Viscome                    |
| 44005 Migliardi       | 1997 SY3                 | 25 settembre 1997 | V. Goretti                       |
| 44006 -               | 1997 TF17                | 6 ottobre 1997    | Y. Shimizu, T. Urata             |
| 44007 -               | 1997 TA25                | 7 ottobre 1997    | K. A. Williams                   |
| 44008 -               | 1997 TN25                | 11 ottobre 1997   | BAO Schmidt CCD Asteroid Program |
| 44009 -               | 1997 TB26                | 11 ottobre 1997   | BAO Schmidt CCD Asteroid Program |
| 44010 -               | 1997 UH11                | 29 ottobre 1997   | NEAT                             |
| 44011 Juubichi        | 1997 UH15                | 29 ottobre 1997   | T. Okuni                         |
| 44012 -               | 1997 UL22                | 26 ottobre 1997   | N. Sato                          |
| 44013 Iidetenmondai   | 1997 VB7                 | 1 novembre 1997   | T. Okuni                         |
| 44014 -               | 1997 WT1                 | 19 novembre 1997  | T. Kobayashi                     |
| 44015 -               | 1997 WD10                | 21 novembre 1997  | Spacewatch                       |
| 44016 Jimmypage       | 1997 WQ28                | 30 novembre 1997  | M. Armstrong, C. Armstrong       |
| 44017 -               | 1997 WV35                | 29 novembre 1997  | LINEAR                           |
| 44018 -               | 1997 WL36                | 29 novembre 1997  | LINEAR                           |
| 44019 -               | 1997 WO39                | 29 novembre 1997  | LINEAR                           |
| 44020 -               | 1997 WS39                | 29 novembre 1997  | LINEAR                           |
| 44021 -               | 1997 WU39                | 29 novembre 1997  | LINEAR                           |
| 44022 -               | 1997 WB43                | 29 novembre 1997  | LINEAR                           |
| 44023 -               | 1997 WO46                | 26 novembre 1997  | LINEAR                           |
| 44024 -               | 1997 WP47                | 19 novembre 1997  | BAO Schmidt CCD Asteroid Program |
| 44025 -               | 1997 XY11                | 6 dicembre 1997   | T. Handley                       |
| 44026 -               | 1997 YD11                | 25 dicembre 1997  | NEAT                             |
| 44027 Termain         | 1998 AD                  | 2 gennaio 1998    | R. A. Tucker                     |
| 44028 -               | 1998 BD1                 | 19 gennaio 1998   | T. Kobayashi                     |
| 44029 -               | 1998 BK4                 | 21 gennaio 1998   | Y. Shimizu, T. Urata             |
| 44030 -               | 1998 BQ11                | 23 gennaio 1998   | LINEAR                           |
| 44031 -               | 1998 CO                  | 3 febbraio 1998   | M. Tichý, Z. Moravec             |
| 44032 -               | 1998 CD3                 | 6 febbraio 1998   | E. W. Elst                       |
| 44033 Michez          | 1998 CB4                 | 15 febbraio 1998  | Osservatorio San Vittore         |
| 44034 -               | 1998 DB                  | 17 febbraio 1998  | T. Kobayashi                     |
| 44035 -               | 1998 DM6                 | 22 febbraio 1998  | NEAT                             |
| 44036 -               | 1998 DO7                 | 22 febbraio 1998  | Spacewatch                       |
| 44037 -               | 1998 DD18                | 23 febbraio 1998  | Spacewatch                       |
| 44038 -               | 1998 DQ27                | 21 febbraio 1998  | Spacewatch                       |
| 44039 de Sahagún      | 1998 DS33                | 27 febbraio 1998  | E. W. Elst                       |
| 44040 -               | 1998 DA35                | 27 febbraio 1998  | E. W. Elst                       |
| 44041 Françoiselaunay | 1998 ER1                 | 2 marzo 1998      | ODAS                             |
| 44042 -               | 1998 ES9                 | 2 marzo 1998      | BAO Schmidt CCD Asteroid Program |
| 44043 -               | 1998 EW12                | 1 marzo 1998      | E. W. Elst                       |
| 44044 -               | 1998 EE13                | 1 marzo 1998      | E. W. Elst                       |
| 44045 -               | 1998 EA14                | 1 marzo 1998      | E. W. Elst                       |
| 44046 -               | 1998 FS1                 | 21 marzo 1998     | Spacewatch                       |
| 44047 -               | 1998 FL2                 | 20 marzo 1998     | LINEAR                           |
| 44048 -               | 1998 FF4                 | 21 marzo 1998     | Spacewatch                       |
| 44049 -               | 1998 FG4                 | 21 marzo 1998     | Spacewatch                       |
| 44050 -               | 1998 FU11                | 24 marzo 1998     | NEAT                             |
| 44051 -               | 1998 FP13                | 26 marzo 1998     | NEAT                             |
| 44052 -               | 1998 FA16                | 28 marzo 1998     | ODAS                             |
| 44053 -               | 1998 FU20                | 20 marzo 1998     | LINEAR                           |
| 44054 -               | 1998 FR26                | 20 marzo 1998     | LINEAR                           |
| 44055 -               | 1998 FC30                | 20 marzo 1998     | LINEAR                           |
| 44056 -               | 1998 FW36                | 20 marzo 1998     | LINEAR                           |
| 44057 -               | 1998 FW39                | 20 marzo 1998     | LINEAR                           |
| 44058 -               | 1998 FA40                | 20 marzo 1998     | LINEAR                           |
| 44059 -               | 1998 FP40                | 20 marzo 1998     | LINEAR                           |
| 44060 -               | 1998 FU42                | 20 marzo 1998     | LINEAR                           |
| 44061 -               | 1998 FJ43                | 20 marzo 1998     | LINEAR                           |
| 44062 -               | 1998 FK46                | 20 marzo 1998     | LINEAR                           |
| 44063 -               | 1998 FW50                | 20 marzo 1998     | LINEAR                           |
| 44064 -               | 1998 FN53                | 20 marzo 1998     | LINEAR                           |
| 44065 -               | 1998 FU54                | 20 marzo 1998     | LINEAR                           |
| 44066 -               | 1998 FH55                | 20 marzo 1998     | LINEAR                           |
| 44067 -               | 1998 FZ55                | 20 marzo 1998     | LINEAR                           |
| 44068 -               | 1998 FX58                | 20 marzo 1998     | LINEAR                           |
| 44069 -               | 1998 FG61                | 20 marzo 1998     | LINEAR                           |
| 44070 -               | 1998 FP61                | 20 marzo 1998     | LINEAR                           |
| 44071 -               | 1998 FR65                | 20 marzo 1998     | LINEAR                           |
| 44072 -               | 1998 FS65                | 20 marzo 1998     | LINEAR                           |
| 44073 -               | 1998 FV65                | 20 marzo 1998     | LINEAR                           |
| 44074 -               | 1998 FB66                | 20 marzo 1998     | LINEAR                           |
| 44075 -               | 1998 FB67                | 20 marzo 1998     | LINEAR                           |
| 44076 -               | 1998 FT69                | 20 marzo 1998     | LINEAR                           |
| 44077 -               | 1998 FW69                | 20 marzo 1998     | LINEAR                           |
| 44078 -               | 1998 FB70                | 20 marzo 1998     | LINEAR                           |
| 44079 -               | 1998 FK71                | 20 marzo 1998     | LINEAR                           |
| 44080 -               | 1998 FQ71                | 20 marzo 1998     | LINEAR                           |
| 44081 -               | 1998 FG75                | 24 marzo 1998     | LINEAR                           |
| 44082 -               | 1998 FH75                | 24 marzo 1998     | LINEAR                           |
| 44083 -               | 1998 FZ77                | 24 marzo 1998     | LINEAR                           |
| 44084 -               | 1998 FX78                | 24 marzo 1998     | LINEAR                           |
| 44085 -               | 1998 FG80                | 24 marzo 1998     | LINEAR                           |
| 44086 -               | 1998 FV83                | 24 marzo 1998     | LINEAR                           |
| 44087 -               | 1998 FG99                | 31 marzo 1998     | LINEAR                           |
| 44088 -               | 1998 FW101               | 31 marzo 1998     | LINEAR                           |
| 44089 -               | 1998 FZ101               | 31 marzo 1998     | LINEAR                           |
| 44090 -               | 1998 FT105               | 31 marzo 1998     | LINEAR                           |
| 44091 -               | 1998 FB106               | 31 marzo 1998     | LINEAR                           |
| 44092 -               | 1998 FJ106               | 31 marzo 1998     | LINEAR                           |
| 44093 -               | 1998 FF109               | 31 marzo 1998     | LINEAR                           |
| 44094 -               | 1998 FV109               | 31 marzo 1998     | LINEAR                           |
| 44095 -               | 1998 FS113               | 31 marzo 1998     | LINEAR                           |
| 44096 -               | 1998 FJ114               | 31 marzo 1998     | LINEAR                           |
| 44097 -               | 1998 FK115               | 31 marzo 1998     | LINEAR                           |
| 44098 -               | 1998 FB117               | 31 marzo 1998     | LINEAR                           |
| 44099 -               | 1998 FT117               | 31 marzo 1998     | LINEAR                           |
| 44100 -               | 1998 FX117               | 31 marzo 1998     | LINEAR                           |

## 44101-44200
| Nome                 | Designazione provvisoria | Data di scoperta | Scopritore          |
| -------------------- | ------------------------ | ---------------- | ------------------- |
| 44101 -              | 1998 FT121               | 20 marzo 1998    | LINEAR              |
| 44102 -              | 1998 FY129               | 22 marzo 1998    | LINEAR              |
| 44103 Aldana         | 1998 GE1                 | 4 aprile 1998    | R. Casas            |
| 44104 -              | 1998 GO1                 | 7 aprile 1998    | Kleť                |
| 44105 -              | 1998 GG11                | 1 aprile 1998    | LINEAR              |
| 44106 -              | 1998 HT3                 | 19 aprile 1998   | Spacewatch          |
| 44107 -              | 1998 HH4                 | 21 aprile 1998   | Spacewatch          |
| 44108 -              | 1998 HT4                 | 20 aprile 1998   | Višnjan Observatory |
| 44109 -              | 1998 HO5                 | 22 aprile 1998   | Spacewatch          |
| 44110 Cassegrain     | 1998 HT5                 | 21 aprile 1998   | ODAS                |
| 44111 -              | 1998 HN6                 | 22 aprile 1998   | ODAS                |
| 44112 -              | 1998 HS13                | 18 aprile 1998   | LINEAR              |
| 44113 -              | 1998 HH14                | 29 aprile 1998   | NEAT                |
| 44114 -              | 1998 HN21                | 20 aprile 1998   | LINEAR              |
| 44115 -              | 1998 HQ23                | 28 aprile 1998   | P. G. Comba         |
| 44116 -              | 1998 HK26                | 20 aprile 1998   | Spacewatch          |
| 44117 Haroldlarson   | 1998 HL27                | 21 aprile 1998   | Spacewatch          |
| 44118 -              | 1998 HB29                | 25 aprile 1998   | NEAT                |
| 44119 -              | 1998 HN32                | 20 aprile 1998   | LINEAR              |
| 44120 -              | 1998 HU32                | 20 aprile 1998   | LINEAR              |
| 44121 -              | 1998 HL34                | 20 aprile 1998   | LINEAR              |
| 44122 -              | 1998 HT34                | 20 aprile 1998   | LINEAR              |
| 44123 -              | 1998 HC36                | 20 aprile 1998   | LINEAR              |
| 44124 -              | 1998 HM37                | 20 aprile 1998   | LINEAR              |
| 44125 -              | 1998 HE38                | 20 aprile 1998   | LINEAR              |
| 44126 -              | 1998 HR38                | 20 aprile 1998   | LINEAR              |
| 44127 -              | 1998 HO43                | 20 aprile 1998   | LINEAR              |
| 44128 -              | 1998 HU50                | 25 aprile 1998   | LONEOS              |
| 44129 -              | 1998 HX50                | 25 aprile 1998   | LONEOS              |
| 44130 -              | 1998 HU51                | 30 aprile 1998   | LONEOS              |
| 44131 -              | 1998 HG53                | 21 aprile 1998   | LINEAR              |
| 44132 -              | 1998 HL79                | 21 aprile 1998   | LINEAR              |
| 44133 -              | 1998 HL80                | 21 aprile 1998   | LINEAR              |
| 44134 -              | 1998 HB87                | 21 aprile 1998   | LINEAR              |
| 44135 -              | 1998 HD88                | 21 aprile 1998   | LINEAR              |
| 44136 -              | 1998 HW89                | 21 aprile 1998   | LINEAR              |
| 44137 -              | 1998 HD92                | 21 aprile 1998   | LINEAR              |
| 44138 -              | 1998 HG92                | 21 aprile 1998   | LINEAR              |
| 44139 -              | 1998 HZ92                | 21 aprile 1998   | LINEAR              |
| 44140 -              | 1998 HK94                | 21 aprile 1998   | LINEAR              |
| 44141 -              | 1998 HL96                | 21 aprile 1998   | LINEAR              |
| 44142 -              | 1998 HU96                | 21 aprile 1998   | LINEAR              |
| 44143 -              | 1998 HF98                | 21 aprile 1998   | LINEAR              |
| 44144 -              | 1998 HG98                | 21 aprile 1998   | LINEAR              |
| 44145 -              | 1998 HJ101               | 21 aprile 1998   | LINEAR              |
| 44146 -              | 1998 HZ101               | 25 aprile 1998   | E. W. Elst          |
| 44147 -              | 1998 HB103               | 25 aprile 1998   | E. W. Elst          |
| 44148 -              | 1998 HC106               | 23 aprile 1998   | LINEAR              |
| 44149 -              | 1998 HS106               | 23 aprile 1998   | LINEAR              |
| 44150 -              | 1998 HC108               | 23 aprile 1998   | LINEAR              |
| 44151 -              | 1998 HX110               | 23 aprile 1998   | LINEAR              |
| 44152 -              | 1998 HN121               | 23 aprile 1998   | LINEAR              |
| 44153 -              | 1998 HQ121               | 23 aprile 1998   | LINEAR              |
| 44154 -              | 1998 HZ122               | 23 aprile 1998   | LINEAR              |
| 44155 -              | 1998 HD123               | 23 aprile 1998   | LINEAR              |
| 44156 -              | 1998 HN123               | 23 aprile 1998   | LINEAR              |
| 44157 -              | 1998 HO123               | 23 aprile 1998   | LINEAR              |
| 44158 -              | 1998 HN128               | 19 aprile 1998   | LINEAR              |
| 44159 -              | 1998 HV130               | 19 aprile 1998   | LINEAR              |
| 44160 -              | 1998 HQ134               | 19 aprile 1998   | LINEAR              |
| 44161 -              | 1998 HT139               | 21 aprile 1998   | LINEAR              |
| 44162 -              | 1998 HC148               | 25 aprile 1998   | E. W. Elst          |
| 44163 -              | 1998 HH148               | 25 aprile 1998   | E. W. Elst          |
| 44164 -              | 1998 JS                  | 1 maggio 1998    | NEAT                |
| 44165 -              | 1998 JR1                 | 1 maggio 1998    | NEAT                |
| 44166 -              | 1998 JF2                 | 1 maggio 1998    | NEAT                |
| 44167 Patriciaquinn  | 1998 JA3                 | 1 maggio 1998    | LONEOS              |
| 44168 -              | 1998 JJ4                 | 15 maggio 1998   | F. B. Zoltowski     |
| 44169 -              | 1998 KK2                 | 22 maggio 1998   | LINEAR              |
| 44170 -              | 1998 KK7                 | 23 maggio 1998   | LONEOS              |
| 44171 -              | 1998 KR8                 | 23 maggio 1998   | LONEOS              |
| 44172 -              | 1998 KN9                 | 28 maggio 1998   | P. G. Comba         |
| 44173 -              | 1998 KH13                | 22 maggio 1998   | LINEAR              |
| 44174 -              | 1998 KL22                | 22 maggio 1998   | LINEAR              |
| 44175 -              | 1998 KA29                | 22 maggio 1998   | LINEAR              |
| 44176 -              | 1998 KT30                | 22 maggio 1998   | LINEAR              |
| 44177 -              | 1998 KX31                | 22 maggio 1998   | LINEAR              |
| 44178 -              | 1998 KY32                | 22 maggio 1998   | LINEAR              |
| 44179 -              | 1998 KJ33                | 22 maggio 1998   | LINEAR              |
| 44180 -              | 1998 KE37                | 22 maggio 1998   | LINEAR              |
| 44181 -              | 1998 KA43                | 28 maggio 1998   | Spacewatch          |
| 44182 -              | 1998 KL44                | 22 maggio 1998   | LINEAR              |
| 44183 -              | 1998 KQ45                | 22 maggio 1998   | LINEAR              |
| 44184 -              | 1998 KZ45                | 22 maggio 1998   | LINEAR              |
| 44185 -              | 1998 KH54                | 23 maggio 1998   | LINEAR              |
| 44186 -              | 1998 KX55                | 23 maggio 1998   | LINEAR              |
| 44187 -              | 1998 KC56                | 23 maggio 1998   | LINEAR              |
| 44188 -              | 1998 KJ58                | 21 maggio 1998   | J. Broughton        |
| 44189 -              | 1998 KW61                | 24 maggio 1998   | LINEAR              |
| 44190 -              | 1998 KD63                | 22 maggio 1998   | LINEAR              |
| 44191 -              | 1998 LF2                 | 1 giugno 1998    | E. W. Elst          |
| 44192 Paulguttman    | 1998 ME2                 | 18 giugno 1998   | C. W. Hergenrother  |
| 44193 -              | 1998 MW2                 | 16 giugno 1998   | Spacewatch          |
| 44194 Urmuz          | 1998 MQ7                 | 19 giugno 1998   | ODAS                |
| 44195 Michaelcordova | 1998 MW7                 | 19 giugno 1998   | LONEOS              |
| 44196 -              | 1998 ML9                 | 19 giugno 1998   | LINEAR              |
| 44197 -              | 1998 MX15                | 17 giugno 1998   | Spacewatch          |
| 44198 -              | 1998 MP24                | 25 giugno 1998   | F. B. Zoltowski     |
| 44199 -              | 1998 MU24                | 23 giugno 1998   | LINEAR              |
| 44200 -              | 1998 MJ25                | 24 giugno 1998   | LINEAR              |

## 44201-44300
| Nome                 | Designazione provvisoria | Data di scoperta | Scopritore                       |
| -------------------- | ------------------------ | ---------------- | -------------------------------- |
| 44201 -              | 1998 MS28                | 24 giugno 1998   | LINEAR                           |
| 44202 -              | 1998 MJ32                | 24 giugno 1998   | LINEAR                           |
| 44203 -              | 1998 MN34                | 24 giugno 1998   | LINEAR                           |
| 44204 -              | 1998 MJ35                | 24 giugno 1998   | LINEAR                           |
| 44205 -              | 1998 MY45                | 24 giugno 1998   | LINEAR                           |
| 44206 Clareschneider | 1998 OM                  | 17 luglio 1998   | LONEOS                           |
| 44207 -              | 1998 OJ1                 | 21 luglio 1998   | Farra d'Isonzo                   |
| 44208 -              | 1998 OY6                 | 20 luglio 1998   | BAO Schmidt CCD Asteroid Program |
| 44209 -              | 1998 OH7                 | 28 luglio 1998   | BAO Schmidt CCD Asteroid Program |
| 44210 -              | 1998 OX10                | 26 luglio 1998   | E. W. Elst                       |
| 44211 -              | 1998 OC12                | 23 luglio 1998   | J. Broughton                     |
| 44212 -              | 1998 OJ12                | 29 luglio 1998   | J. Broughton                     |
| 44213 -              | 1998 OZ13                | 26 luglio 1998   | E. W. Elst                       |
| 44214 -              | 1998 OC14                | 26 luglio 1998   | E. W. Elst                       |
| 44215 -              | 1998 OX14                | 26 luglio 1998   | E. W. Elst                       |
| 44216 Olivercabasa   | 1998 PH                  | 4 agosto 1998    | E. Vigil, F. Casarramona         |
| 44217 Whittle        | 1998 PO1                 | 12 agosto 1998   | J. Broughton                     |
| 44218 -              | 1998 QO1                 | 17 agosto 1998   | Višnjan Observatory              |
| 44219 -              | 1998 QB3                 | 17 agosto 1998   | LINEAR                           |
| 44220 -              | 1998 QT7                 | 17 agosto 1998   | LINEAR                           |
| 44221 -              | 1998 QK8                 | 17 agosto 1998   | LINEAR                           |
| 44222 -              | 1998 QG9                 | 17 agosto 1998   | LINEAR                           |
| 44223 -              | 1998 QH10                | 17 agosto 1998   | LINEAR                           |
| 44224 -              | 1998 QP10                | 17 agosto 1998   | LINEAR                           |
| 44225 -              | 1998 QY10                | 17 agosto 1998   | LINEAR                           |
| 44226 -              | 1998 QZ11                | 17 agosto 1998   | LINEAR                           |
| 44227 -              | 1998 QP14                | 17 agosto 1998   | LINEAR                           |
| 44228 -              | 1998 QT16                | 17 agosto 1998   | LINEAR                           |
| 44229 -              | 1998 QH22                | 17 agosto 1998   | LINEAR                           |
| 44230 -              | 1998 QS22                | 17 agosto 1998   | LINEAR                           |
| 44231 -              | 1998 QE25                | 17 agosto 1998   | LINEAR                           |
| 44232 -              | 1998 QJ28                | 25 agosto 1998   | LINEAR                           |
| 44233 -              | 1998 QM28                | 26 agosto 1998   | P. G. Comba                      |
| 44234 -              | 1998 QE29                | 26 agosto 1998   | L. Šarounová                     |
| 44235 -              | 1998 QL31                | 17 agosto 1998   | LINEAR                           |
| 44236 -              | 1998 QA33                | 17 agosto 1998   | LINEAR                           |
| 44237 -              | 1998 QC33                | 17 agosto 1998   | LINEAR                           |
| 44238 -              | 1998 QV33                | 17 agosto 1998   | LINEAR                           |
| 44239 -              | 1998 QR34                | 17 agosto 1998   | LINEAR                           |
| 44240 -              | 1998 QB35                | 17 agosto 1998   | LINEAR                           |
| 44241 -              | 1998 QU36                | 17 agosto 1998   | LINEAR                           |
| 44242 -              | 1998 QB37                | 17 agosto 1998   | LINEAR                           |
| 44243 -              | 1998 QN37                | 17 agosto 1998   | LINEAR                           |
| 44244 -              | 1998 QP38                | 17 agosto 1998   | LINEAR                           |
| 44245 -              | 1998 QG40                | 17 agosto 1998   | LINEAR                           |
| 44246 -              | 1998 QQ40                | 17 agosto 1998   | LINEAR                           |
| 44247 -              | 1998 QR40                | 17 agosto 1998   | LINEAR                           |
| 44248 -              | 1998 QT41                | 17 agosto 1998   | LINEAR                           |
| 44249 -              | 1998 QH42                | 17 agosto 1998   | LINEAR                           |
| 44250 -              | 1998 QT42                | 17 agosto 1998   | LINEAR                           |
| 44251 -              | 1998 QZ43                | 17 agosto 1998   | LINEAR                           |
| 44252 -              | 1998 QF44                | 17 agosto 1998   | LINEAR                           |
| 44253 -              | 1998 QO44                | 17 agosto 1998   | LINEAR                           |
| 44254 -              | 1998 QM45                | 17 agosto 1998   | LINEAR                           |
| 44255 -              | 1998 QV45                | 17 agosto 1998   | LINEAR                           |
| 44256 -              | 1998 QJ46                | 17 agosto 1998   | LINEAR                           |
| 44257 -              | 1998 QQ47                | 17 agosto 1998   | LINEAR                           |
| 44258 -              | 1998 QT47                | 17 agosto 1998   | LINEAR                           |
| 44259 -              | 1998 QW48                | 17 agosto 1998   | LINEAR                           |
| 44260 -              | 1998 QO49                | 17 agosto 1998   | LINEAR                           |
| 44261 -              | 1998 QR50                | 17 agosto 1998   | LINEAR                           |
| 44262 -              | 1998 QR51                | 17 agosto 1998   | LINEAR                           |
| 44263 Nansouty       | 1998 QR53                | 28 agosto 1998   | P. Dupouy, F. Maréchal           |
| 44264 -              | 1998 QH54                | 27 agosto 1998   | LONEOS                           |
| 44265 -              | 1998 QN54                | 27 agosto 1998   | LONEOS                           |
| 44266 -              | 1998 QV55                | 26 agosto 1998   | Višnjan Observatory              |
| 44267 -              | 1998 QZ55                | 29 agosto 1998   | Višnjan Observatory              |
| 44268 -              | 1998 QX60                | 23 agosto 1998   | LONEOS                           |
| 44269 -              | 1998 QY60                | 23 agosto 1998   | LONEOS                           |
| 44270 -              | 1998 QV66                | 24 agosto 1998   | LINEAR                           |
| 44271 -              | 1998 QY67                | 24 agosto 1998   | LINEAR                           |
| 44272 -              | 1998 QB70                | 24 agosto 1998   | LINEAR                           |
| 44273 -              | 1998 QH70                | 24 agosto 1998   | LINEAR                           |
| 44274 -              | 1998 QU70                | 24 agosto 1998   | LINEAR                           |
| 44275 -              | 1998 QP71                | 24 agosto 1998   | LINEAR                           |
| 44276 -              | 1998 QZ71                | 24 agosto 1998   | LINEAR                           |
| 44277 -              | 1998 QY72                | 24 agosto 1998   | LINEAR                           |
| 44278 -              | 1998 QU74                | 24 agosto 1998   | LINEAR                           |
| 44279 -              | 1998 QH75                | 24 agosto 1998   | LINEAR                           |
| 44280 -              | 1998 QE77                | 24 agosto 1998   | LINEAR                           |
| 44281 -              | 1998 QX77                | 24 agosto 1998   | LINEAR                           |
| 44282 -              | 1998 QB78                | 24 agosto 1998   | LINEAR                           |
| 44283 -              | 1998 QP78                | 24 agosto 1998   | LINEAR                           |
| 44284 -              | 1998 QX78                | 24 agosto 1998   | LINEAR                           |
| 44285 -              | 1998 QD80                | 24 agosto 1998   | LINEAR                           |
| 44286 -              | 1998 QK83                | 24 agosto 1998   | LINEAR                           |
| 44287 -              | 1998 QO85                | 24 agosto 1998   | LINEAR                           |
| 44288 -              | 1998 QP85                | 24 agosto 1998   | LINEAR                           |
| 44289 -              | 1998 QU86                | 24 agosto 1998   | LINEAR                           |
| 44290 -              | 1998 QA87                | 24 agosto 1998   | LINEAR                           |
| 44291 -              | 1998 QL87                | 24 agosto 1998   | LINEAR                           |
| 44292 -              | 1998 QO87                | 24 agosto 1998   | LINEAR                           |
| 44293 -              | 1998 QQ87                | 24 agosto 1998   | LINEAR                           |
| 44294 -              | 1998 QE89                | 24 agosto 1998   | LINEAR                           |
| 44295 -              | 1998 QU89                | 24 agosto 1998   | LINEAR                           |
| 44296 -              | 1998 QM90                | 24 agosto 1998   | LINEAR                           |
| 44297 -              | 1998 QF93                | 28 agosto 1998   | LINEAR                           |
| 44298 -              | 1998 QD94                | 17 agosto 1998   | LINEAR                           |
| 44299 -              | 1998 QX94                | 19 agosto 1998   | LINEAR                           |
| 44300 -              | 1998 QC95                | 19 agosto 1998   | LINEAR                           |

## 44301-44400
| Nome              | Designazione provvisoria | Data di scoperta  | Scopritore                       |
| ----------------- | ------------------------ | ----------------- | -------------------------------- |
| 44301 -           | 1998 QM96                | 19 agosto 1998    | LINEAR                           |
| 44302 -           | 1998 QQ99                | 26 agosto 1998    | E. W. Elst                       |
| 44303 -           | 1998 QA101               | 26 agosto 1998    | E. W. Elst                       |
| 44304 -           | 1998 QD102               | 26 agosto 1998    | E. W. Elst                       |
| 44305 -           | 1998 QK102               | 26 agosto 1998    | E. W. Elst                       |
| 44306 -           | 1998 QC104               | 26 agosto 1998    | E. W. Elst                       |
| 44307 -           | 1998 QH105               | 25 agosto 1998    | E. W. Elst                       |
| 44308 -           | 1998 RG                  | 1 settembre 1998  | F. B. Zoltowski                  |
| 44309 -           | 1998 RT                  | 9 settembre 1998  | Farra d'Isonzo                   |
| 44310 -           | 1998 RU1                 | 14 settembre 1998 | CSS                              |
| 44311 -           | 1998 RP6                 | 15 settembre 1998 | LONEOS                           |
| 44312 -           | 1998 RC8                 | 12 settembre 1998 | Spacewatch                       |
| 44313 -           | 1998 RV12                | 14 settembre 1998 | Spacewatch                       |
| 44314 -           | 1998 RV15                | 4 settembre 1998  | BAO Schmidt CCD Asteroid Program |
| 44315 -           | 1998 RG16                | 14 settembre 1998 | BAO Schmidt CCD Asteroid Program |
| 44316 -           | 1998 RN22                | 14 settembre 1998 | LINEAR                           |
| 44317 -           | 1998 RC23                | 14 settembre 1998 | LINEAR                           |
| 44318 -           | 1998 RK24                | 14 settembre 1998 | LINEAR                           |
| 44319 -           | 1998 RR29                | 14 settembre 1998 | LINEAR                           |
| 44320 -           | 1998 RJ31                | 14 settembre 1998 | LINEAR                           |
| 44321 -           | 1998 RY42                | 14 settembre 1998 | LINEAR                           |
| 44322 -           | 1998 RZ42                | 14 settembre 1998 | LINEAR                           |
| 44323 -           | 1998 RT44                | 14 settembre 1998 | LINEAR                           |
| 44324 -           | 1998 RA45                | 14 settembre 1998 | LINEAR                           |
| 44325 -           | 1998 RU45                | 14 settembre 1998 | LINEAR                           |
| 44326 -           | 1998 RM47                | 14 settembre 1998 | LINEAR                           |
| 44327 -           | 1998 RC48                | 14 settembre 1998 | LINEAR                           |
| 44328 -           | 1998 RC55                | 14 settembre 1998 | LINEAR                           |
| 44329 -           | 1998 RN58                | 14 settembre 1998 | LINEAR                           |
| 44330 -           | 1998 RV58                | 14 settembre 1998 | LINEAR                           |
| 44331 -           | 1998 RW58                | 14 settembre 1998 | LINEAR                           |
| 44332 -           | 1998 RU60                | 14 settembre 1998 | LINEAR                           |
| 44333 -           | 1998 RB63                | 14 settembre 1998 | LINEAR                           |
| 44334 -           | 1998 RO63                | 14 settembre 1998 | LINEAR                           |
| 44335 -           | 1998 RU63                | 14 settembre 1998 | LINEAR                           |
| 44336 -           | 1998 RE64                | 14 settembre 1998 | LINEAR                           |
| 44337 -           | 1998 RE65                | 14 settembre 1998 | LINEAR                           |
| 44338 -           | 1998 RM65                | 14 settembre 1998 | LINEAR                           |
| 44339 -           | 1998 RV65                | 14 settembre 1998 | LINEAR                           |
| 44340 -           | 1998 RH66                | 14 settembre 1998 | LINEAR                           |
| 44341 -           | 1998 RX66                | 14 settembre 1998 | LINEAR                           |
| 44342 -           | 1998 RJ67                | 14 settembre 1998 | LINEAR                           |
| 44343 -           | 1998 RS67                | 14 settembre 1998 | LINEAR                           |
| 44344 -           | 1998 RN68                | 14 settembre 1998 | LINEAR                           |
| 44345 -           | 1998 RO73                | 14 settembre 1998 | LINEAR                           |
| 44346 -           | 1998 RC74                | 14 settembre 1998 | LINEAR                           |
| 44347 -           | 1998 RV74                | 14 settembre 1998 | LINEAR                           |
| 44348 -           | 1998 RZ76                | 14 settembre 1998 | LINEAR                           |
| 44349 -           | 1998 RN77                | 14 settembre 1998 | LINEAR                           |
| 44350 -           | 1998 RY78                | 14 settembre 1998 | LINEAR                           |
| 44351 -           | 1998 RA79                | 14 settembre 1998 | LINEAR                           |
| 44352 -           | 1998 RY79                | 14 settembre 1998 | LINEAR                           |
| 44353 -           | 1998 SB1                 | 16 settembre 1998 | ODAS                             |
| 44354 -           | 1998 SS2                 | 16 settembre 1998 | Y. Shimizu, T. Urata             |
| (44355) 1998 ST2  | 1998 ST2                 | 18 settembre 1998 | V. S. Casulli                    |
| 44356 -           | 1998 SL7                 | 20 settembre 1998 | Spacewatch                       |
| 44357 -           | 1998 SS8                 | 20 settembre 1998 | Spacewatch                       |
| 44358 -           | 1998 SX8                 | 20 settembre 1998 | Spacewatch                       |
| 44359 -           | 1998 SM9                 | 17 settembre 1998 | BAO Schmidt CCD Asteroid Program |
| 44360 Ferlet      | 1998 SK10                | 18 settembre 1998 | ODAS                             |
| 44361 -           | 1998 SG13                | 21 settembre 1998 | ODAS                             |
| 44362 -           | 1998 SM14                | 17 settembre 1998 | LONEOS                           |
| 44363 -           | 1998 SS19                | 20 settembre 1998 | Spacewatch                       |
| 44364 -           | 1998 SA22                | 23 settembre 1998 | Višnjan Observatory              |
| 44365 -           | 1998 SO22                | 23 settembre 1998 | Višnjan Observatory              |
| 44366 -           | 1998 SQ23                | 17 settembre 1998 | LONEOS                           |
| 44367 -           | 1998 SE25                | 22 settembre 1998 | LONEOS                           |
| 44368 Andreafrigo | 1998 SR26                | 23 settembre 1998 | Stroncone                        |
| 44369 -           | 1998 SX32                | 23 settembre 1998 | Spacewatch                       |
| 44370 -           | 1998 SK35                | 27 settembre 1998 | W. R. Cooney Jr., K. Wefel       |
| 44371 -           | 1998 SR37                | 21 settembre 1998 | Spacewatch                       |
| 44372 -           | 1998 SZ37                | 23 settembre 1998 | Spacewatch                       |
| 44373 -           | 1998 SU42                | 17 settembre 1998 | BAO Schmidt CCD Asteroid Program |
| 44374 -           | 1998 SY42                | 20 settembre 1998 | BAO Schmidt CCD Asteroid Program |
| 44375 -           | 1998 SG46                | 25 settembre 1998 | Spacewatch                       |
| 44376 -           | 1998 SJ48                | 27 settembre 1998 | Spacewatch                       |
| 44377 -           | 1998 SD54                | 16 settembre 1998 | LONEOS                           |
| 44378 -           | 1998 SC56                | 16 settembre 1998 | LONEOS                           |
| 44379 -           | 1998 SH56                | 16 settembre 1998 | LONEOS                           |
| 44380 -           | 1998 SS56                | 17 settembre 1998 | LONEOS                           |
| 44381 -           | 1998 SV56                | 17 settembre 1998 | LONEOS                           |
| 44382 -           | 1998 SA59                | 17 settembre 1998 | LONEOS                           |
| 44383 -           | 1998 SL60                | 17 settembre 1998 | LONEOS                           |
| 44384 -           | 1998 SJ61                | 17 settembre 1998 | LONEOS                           |
| 44385 -           | 1998 SR61                | 17 settembre 1998 | LONEOS                           |
| 44386 -           | 1998 SV61                | 17 settembre 1998 | LONEOS                           |
| 44387 -           | 1998 ST62                | 25 settembre 1998 | BAO Schmidt CCD Asteroid Program |
| 44388 -           | 1998 SK63                | 27 settembre 1998 | BAO Schmidt CCD Asteroid Program |
| 44389 -           | 1998 SO63                | 29 settembre 1998 | BAO Schmidt CCD Asteroid Program |
| 44390 -           | 1998 ST63                | 29 settembre 1998 | Višnjan Observatory              |
| 44391 -           | 1998 SH64                | 20 settembre 1998 | E. W. Elst                       |
| 44392 -           | 1998 SY65                | 20 settembre 1998 | E. W. Elst                       |
| 44393 -           | 1998 SJ66                | 20 settembre 1998 | E. W. Elst                       |
| 44394 -           | 1998 ST66                | 20 settembre 1998 | E. W. Elst                       |
| 44395 -           | 1998 SE68                | 19 settembre 1998 | LINEAR                           |
| 44396 -           | 1998 SF68                | 19 settembre 1998 | LINEAR                           |
| 44397 -           | 1998 SG71                | 21 settembre 1998 | E. W. Elst                       |
| 44398 -           | 1998 SD75                | 21 settembre 1998 | E. W. Elst                       |
| 44399 -           | 1998 SZ84                | 26 settembre 1998 | LINEAR                           |
| 44400 -           | 1998 ST97                | 26 settembre 1998 | LINEAR                           |

## 44401-44500
| Nome               | Designazione provvisoria | Data di scoperta  | Scopritore                       |
| ------------------ | ------------------------ | ----------------- | -------------------------------- |
| 44401 -            | 1998 SD106               | 26 settembre 1998 | LINEAR                           |
| 44402 -            | 1998 SX107               | 26 settembre 1998 | LINEAR                           |
| 44403 -            | 1998 SH111               | 26 settembre 1998 | LINEAR                           |
| 44404 -            | 1998 SB113               | 26 settembre 1998 | LINEAR                           |
| 44405 -            | 1998 SS123               | 26 settembre 1998 | LINEAR                           |
| 44406 -            | 1998 SU127               | 26 settembre 1998 | LINEAR                           |
| 44407 -            | 1998 SO132               | 26 settembre 1998 | LINEAR                           |
| 44408 -            | 1998 SK133               | 26 settembre 1998 | LINEAR                           |
| 44409 -            | 1998 SW134               | 26 settembre 1998 | LINEAR                           |
| 44410 -            | 1998 SQ137               | 26 settembre 1998 | LINEAR                           |
| 44411 -            | 1998 SX138               | 26 settembre 1998 | LINEAR                           |
| 44412 -            | 1998 SJ139               | 26 settembre 1998 | LINEAR                           |
| 44413 -            | 1998 SR139               | 26 settembre 1998 | LINEAR                           |
| 44414 -            | 1998 SC141               | 26 settembre 1998 | LINEAR                           |
| 44415 -            | 1998 SF143               | 26 settembre 1998 | LINEAR                           |
| 44416 -            | 1998 ST143               | 18 settembre 1998 | E. W. Elst                       |
| 44417 -            | 1998 SS146               | 20 settembre 1998 | E. W. Elst                       |
| 44418 -            | 1998 SY146               | 20 settembre 1998 | E. W. Elst                       |
| 44419 -            | 1998 SM151               | 26 settembre 1998 | LINEAR                           |
| 44420 -            | 1998 SC155               | 26 settembre 1998 | LINEAR                           |
| 44421 -            | 1998 SL156               | 26 settembre 1998 | LINEAR                           |
| 44422 -            | 1998 SD159               | 26 settembre 1998 | LINEAR                           |
| 44423 -            | 1998 SP162               | 26 settembre 1998 | LINEAR                           |
| 44424 -            | 1998 TL1                 | 12 ottobre 1998   | Spacewatch                       |
| 44425 -            | 1998 TY1                 | 13 ottobre 1998   | J. Broughton                     |
| 44426 -            | 1998 TJ4                 | 12 ottobre 1998   | Spacewatch                       |
| 44427 -            | 1998 TC5                 | 13 ottobre 1998   | K. Korlević                      |
| 44428 -            | 1998 TF5                 | 13 ottobre 1998   | K. Korlević                      |
| 44429 -            | 1998 TU5                 | 13 ottobre 1998   | K. Korlević                      |
| 44430 -            | 1998 TZ6                 | 15 ottobre 1998   | J. Broughton                     |
| 44431 -            | 1998 TJ18                | 14 ottobre 1998   | BAO Schmidt CCD Asteroid Program |
| 44432 -            | 1998 TP19                | 15 ottobre 1998   | BAO Schmidt CCD Asteroid Program |
| 44433 -            | 1998 TL30                | 10 ottobre 1998   | LONEOS                           |
| 44434 -            | 1998 UD4                 | 20 ottobre 1998   | K. Korlević                      |
| 44435 -            | 1998 UB7                 | 22 ottobre 1998   | K. Korlević                      |
| 44436 -            | 1998 UE7                 | 22 ottobre 1998   | K. Korlević                      |
| 44437 -            | 1998 UN7                 | 22 ottobre 1998   | K. Korlević                      |
| 44438 -            | 1998 UG8                 | 23 ottobre 1998   | K. Korlević                      |
| 44439 -            | 1998 UR8                 | 17 ottobre 1998   | BAO Schmidt CCD Asteroid Program |
| 44440 -            | 1998 UM15                | 23 ottobre 1998   | K. Korlević                      |
| 44441 -            | 1998 UO16                | 24 ottobre 1998   | K. Korlević                      |
| 44442 -            | 1998 UG17                | 17 ottobre 1998   | BAO Schmidt CCD Asteroid Program |
| 44443 -            | 1998 UY19                | 26 ottobre 1998   | K. Korlević                      |
| 44444 -            | 1998 UZ19                | 26 ottobre 1998   | K. Korlević                      |
| 44445 -            | 1998 UX20                | 29 ottobre 1998   | K. Korlević                      |
| 44446 -            | 1998 UJ21                | 28 ottobre 1998   | LINEAR                           |
| 44447 -            | 1998 UM21                | 28 ottobre 1998   | LINEAR                           |
| 44448 -            | 1998 UU22                | 31 ottobre 1998   | T. Kagawa                        |
| 44449 -            | 1998 UK24                | 18 ottobre 1998   | LONEOS                           |
| 44450 -            | 1998 UB25                | 18 ottobre 1998   | E. W. Elst                       |
| 44451 -            | 1998 UT30                | 18 ottobre 1998   | E. W. Elst                       |
| 44452 -            | 1998 UO32                | 30 ottobre 1998   | BAO Schmidt CCD Asteroid Program |
| 44453 -            | 1998 UL40                | 28 ottobre 1998   | LINEAR                           |
| 44454 -            | 1998 UE43                | 28 ottobre 1998   | LINEAR                           |
| 44455 Artdula      | 1998 VK                  | 7 novembre 1998   | R. A. Tucker                     |
| 44456 Vidal-Madjar | 1998 VP4                 | 11 novembre 1998  | ODAS                             |
| 44457 -            | 1998 VG7                 | 10 novembre 1998  | LINEAR                           |
| 44458 -            | 1998 VJ8                 | 10 novembre 1998  | LINEAR                           |
| 44459 -            | 1998 VW11                | 10 novembre 1998  | LINEAR                           |
| 44460 -            | 1998 VC15                | 10 novembre 1998  | LINEAR                           |
| 44461 -            | 1998 VH17                | 10 novembre 1998  | LINEAR                           |
| 44462 -            | 1998 VU17                | 10 novembre 1998  | LINEAR                           |
| 44463 -            | 1998 VT18                | 10 novembre 1998  | LINEAR                           |
| 44464 -            | 1998 VN21                | 10 novembre 1998  | LINEAR                           |
| 44465 -            | 1998 VR23                | 10 novembre 1998  | LINEAR                           |
| 44466 -            | 1998 VT23                | 10 novembre 1998  | LINEAR                           |
| 44467 -            | 1998 VU27                | 10 novembre 1998  | LINEAR                           |
| 44468 -            | 1998 VH34                | 11 novembre 1998  | J. V. McClusky                   |
| 44469 -            | 1998 VP34                | 10 novembre 1998  | ODAS                             |
| 44470 -            | 1998 VZ35                | 12 novembre 1998  | BAO Schmidt CCD Asteroid Program |
| 44471 -            | 1998 VB37                | 10 novembre 1998  | LINEAR                           |
| 44472 -            | 1998 VH53                | 14 novembre 1998  | LINEAR                           |
| 44473 Randytatum   | 1998 WB                  | 16 novembre 1998  | CSS                              |
| 44474 -            | 1998 WE                  | 16 novembre 1998  | T. Stafford                      |
| 44475 Hikarumasai  | 1998 WF                  | 16 novembre 1998  | R. A. Tucker                     |
| 44476 -            | 1998 WN3                 | 19 novembre 1998  | T. Kobayashi                     |
| 44477 -            | 1998 WL5                 | 20 novembre 1998  | T. Kagawa                        |
| 44478 -            | 1998 WK6                 | 23 novembre 1998  | T. Stafford                      |
| 44479 Oláheszter   | 1998 WS8                 | 24 novembre 1998  | K. Sárneczky, L. Kiss            |
| 44480 -            | 1998 WU9                 | 16 novembre 1998  | LINEAR                           |
| 44481 -            | 1998 WN10                | 21 novembre 1998  | LINEAR                           |
| 44482 -            | 1998 WQ14                | 21 novembre 1998  | LINEAR                           |
| 44483 -            | 1998 WL16                | 21 novembre 1998  | LINEAR                           |
| 44484 -            | 1998 WV17                | 21 novembre 1998  | LINEAR                           |
| 44485 -            | 1998 WZ17                | 21 novembre 1998  | LINEAR                           |
| 44486 -            | 1998 WZ19                | 29 novembre 1998  | F. B. Zoltowski                  |
| 44487 -            | 1998 WC20                | 26 novembre 1998  | F. Uto                           |
| 44488 -            | 1998 WO20                | 18 novembre 1998  | LINEAR                           |
| 44489 -            | 1998 WK22                | 18 novembre 1998  | LINEAR                           |
| 44490 -            | 1998 WL23                | 18 novembre 1998  | LINEAR                           |
| 44491 -            | 1998 WU30                | 28 novembre 1998  | K. Korlević                      |
| 44492 -            | 1998 WE31                | 19 novembre 1998  | CSS                              |
| 44493 -            | 1998 WT40                | 16 novembre 1998  | LINEAR                           |
| 44494 -            | 1998 WD41                | 18 novembre 1998  | LINEAR                           |
| 44495 -            | 1998 XL4                 | 12 dicembre 1998  | LINEAR                           |
| 44496 -            | 1998 XM5                 | 8 dicembre 1998   | K. Korlević                      |
| 44497 -            | 1998 XJ11                | 13 dicembre 1998  | T. Kobayashi                     |
| 44498 -            | 1998 XL11                | 13 dicembre 1998  | T. Kobayashi                     |
| 44499 -            | 1998 XV16                | 15 dicembre 1998  | K. Korlević                      |
| 44500 -            | 1998 XT17                | 12 dicembre 1998  | Y. Ikari                         |

## 44501-44600
| Nome               | Designazione provvisoria | Data di scoperta | Scopritore                                                |
| ------------------ | ------------------------ | ---------------- | --------------------------------------------------------- |
| 44501 -            | 1998 XN21                | 10 dicembre 1998 | Spacewatch                                                |
| 44502 -            | 1998 XQ27                | 14 dicembre 1998 | LINEAR                                                    |
| 44503 -            | 1998 XR27                | 14 dicembre 1998 | LINEAR                                                    |
| 44504 -            | 1998 XX34                | 14 dicembre 1998 | LINEAR                                                    |
| 44505 -            | 1998 XT38                | 14 dicembre 1998 | LINEAR                                                    |
| 44506 -            | 1998 XS39                | 14 dicembre 1998 | LINEAR                                                    |
| 44507 -            | 1998 XM40                | 14 dicembre 1998 | LINEAR                                                    |
| 44508 -            | 1998 XH45                | 14 dicembre 1998 | LINEAR                                                    |
| 44509 -            | 1998 XJ46                | 14 dicembre 1998 | LINEAR                                                    |
| 44510 -            | 1998 XB51                | 14 dicembre 1998 | LINEAR                                                    |
| 44511 -            | 1998 XC51                | 14 dicembre 1998 | LINEAR                                                    |
| 44512 -            | 1998 XM58                | 15 dicembre 1998 | LINEAR                                                    |
| 44513 -            | 1998 XT62                | 12 dicembre 1998 | LINEAR                                                    |
| 44514 -            | 1998 XE65                | 14 dicembre 1998 | LINEAR                                                    |
| 44515 -            | 1998 XR74                | 14 dicembre 1998 | LINEAR                                                    |
| 44516 -            | 1998 XE83                | 15 dicembre 1998 | LINEAR                                                    |
| 44517 -            | 1998 XF83                | 15 dicembre 1998 | LINEAR                                                    |
| 44518 -            | 1998 XQ86                | 15 dicembre 1998 | LINEAR                                                    |
| 44519 -            | 1998 XY91                | 15 dicembre 1998 | LINEAR                                                    |
| 44520 -            | 1998 XC92                | 15 dicembre 1998 | LINEAR                                                    |
| 44521 -            | 1998 XZ93                | 15 dicembre 1998 | LINEAR                                                    |
| 44522 -            | 1998 YP1                 | 16 dicembre 1998 | K. Korlević                                               |
| 44523 -            | 1998 YR3                 | 16 dicembre 1998 | K. Korlević                                               |
| 44524 -            | 1998 YZ3                 | 19 dicembre 1998 | T. Kobayashi                                              |
| 44525 -            | 1998 YE4                 | 19 dicembre 1998 | T. Kobayashi                                              |
| 44526 -            | 1998 YN4                 | 16 dicembre 1998 | LINEAR                                                    |
| 44527 Tonnon       | 1998 YC6                 | 22 dicembre 1998 | I. P. Griffin                                             |
| 44528 -            | 1998 YZ6                 | 22 dicembre 1998 | K. Korlević                                               |
| 44529 -            | 1998 YP7                 | 22 dicembre 1998 | J. Broughton                                              |
| 44530 Horáková     | 1998 YC8                 | 25 dicembre 1998 | J. Tichá, M. Tichý                                        |
| 44531 -            | 1998 YR8                 | 17 dicembre 1998 | BAO Schmidt CCD Asteroid Program                          |
| 44532 -            | 1998 YA9                 | 23 dicembre 1998 | BAO Schmidt CCD Asteroid Program                          |
| 44533 -            | 1998 YN9                 | 24 dicembre 1998 | K. Korlević, M. Jurić                                     |
| 44534 -            | 1998 YZ9                 | 25 dicembre 1998 | K. Korlević, M. Jurić                                     |
| 44535 -            | 1998 YN15                | 22 dicembre 1998 | Spacewatch                                                |
| 44536 -            | 1998 YY27                | 19 dicembre 1998 | LINEAR                                                    |
| 44537 -            | 1999 AG                  | 5 gennaio 1999   | K. Korlević                                               |
| 44538 -            | 1999 AO2                 | 9 gennaio 1999   | T. Kobayashi                                              |
| 44539 -            | 1999 AH4                 | 9 gennaio 1999   | K. Korlević                                               |
| 44540 -            | 1999 AH6                 | 8 gennaio 1999   | LINEAR                                                    |
| 44541 -            | 1999 AV6                 | 9 gennaio 1999   | K. Korlević                                               |
| 44542 -            | 1999 AD7                 | 9 gennaio 1999   | K. Korlević                                               |
| 44543 -            | 1999 AG23                | 9 gennaio 1999   | LONEOS                                                    |
| 44544 -            | 1999 AO23                | 14 gennaio 1999  | LONEOS                                                    |
| 44545 -            | 1999 AJ24                | 13 gennaio 1999  | J. V. McClusky                                            |
| 44546 -            | 1999 BR                  | 16 gennaio 1999  | K. Korlević                                               |
| 44547 -            | 1999 BC3                 | 19 gennaio 1999  | Needville                                                 |
| 44548 -            | 1999 BQ5                 | 20 gennaio 1999  | K. Korlević                                               |
| 44549 -            | 1999 BH13                | 24 gennaio 1999  | K. Korlević                                               |
| 44550 -            | 1999 BL23                | 18 gennaio 1999  | LINEAR                                                    |
| 44551 -            | 1999 BV27                | 17 gennaio 1999  | Spacewatch                                                |
| 44552 -            | 1999 BL34                | 17 gennaio 1999  | Spacewatch                                                |
| 44553 -            | 1999 CH5                 | 12 febbraio 1999 | T. Kagawa                                                 |
| 44554 -            | 1999 CQ9                 | 14 febbraio 1999 | T. Kobayashi                                              |
| 44555 -            | 1999 CF11                | 12 febbraio 1999 | LINEAR                                                    |
| 44556 -            | 1999 CD23                | 10 febbraio 1999 | LINEAR                                                    |
| 44557 -            | 1999 CZ23                | 10 febbraio 1999 | LINEAR                                                    |
| 44558 -            | 1999 CF35                | 10 febbraio 1999 | LINEAR                                                    |
| 44559 -            | 1999 CC38                | 10 febbraio 1999 | LINEAR                                                    |
| 44560 -            | 1999 CM42                | 10 febbraio 1999 | LINEAR                                                    |
| 44561 -            | 1999 CF53                | 10 febbraio 1999 | LINEAR                                                    |
| 44562 -            | 1999 CH57                | 10 febbraio 1999 | LINEAR                                                    |
| 44563 -            | 1999 CX59                | 12 febbraio 1999 | LINEAR                                                    |
| 44564 -            | 1999 CZ60                | 12 febbraio 1999 | LINEAR                                                    |
| 44565 -            | 1999 CF84                | 10 febbraio 1999 | LINEAR                                                    |
| 44566 -            | 1999 CK103               | 12 febbraio 1999 | LINEAR                                                    |
| 44567 -            | 1999 CL111               | 12 febbraio 1999 | LINEAR                                                    |
| 44568 -            | 1999 CR114               | 12 febbraio 1999 | LINEAR                                                    |
| 44569 -            | 1999 CG133               | 7 febbraio 1999  | Spacewatch                                                |
| 44570 Yuribeletsky | 1999 FX5                 | 16 marzo 1999    | ODAS                                                      |
| 44571 -            | 1999 FQ15                | 20 marzo 1999    | Spacewatch                                                |
| 44572 -            | 1999 FW38                | 20 marzo 1999    | LINEAR                                                    |
| 44573 -            | 1999 FZ51                | 20 marzo 1999    | LINEAR                                                    |
| 44574 Lavoratti    | 1999 GF1                 | 4 aprile 1999    | L. Tesi, M. Tombelli                                      |
| 44575 -            | 1999 GG3                 | 7 aprile 1999    | Spacewatch                                                |
| 44576 -            | 1999 GJ10                | 11 aprile 1999   | Spacewatch                                                |
| 44577 -            | 1999 GJ17                | 15 aprile 1999   | LINEAR                                                    |
| 44578 -            | 1999 GL25                | 6 aprile 1999    | LINEAR                                                    |
| 44579 -            | 1999 GR25                | 6 aprile 1999    | LINEAR                                                    |
| 44580 -            | 1999 GY25                | 7 aprile 1999    | LINEAR                                                    |
| 44581 -            | 1999 GB40                | 12 aprile 1999   | LINEAR                                                    |
| 44582 -            | 1999 JE10                | 8 maggio 1999    | CSS                                                       |
| 44583 -            | 1999 JT11                | 12 maggio 1999   | LINEAR                                                    |
| 44584 -            | 1999 JO21                | 10 maggio 1999   | LINEAR                                                    |
| 44585 -            | 1999 JT28                | 10 maggio 1999   | LINEAR                                                    |
| 44586 -            | 1999 JJ70                | 12 maggio 1999   | LINEAR                                                    |
| 44587 -            | 1999 JQ70                | 12 maggio 1999   | LINEAR                                                    |
| 44588 -            | 1999 JF124               | 14 maggio 1999   | LINEAR                                                    |
| 44589 -            | 1999 LQ5                 | 11 giugno 1999   | LINEAR                                                    |
| 44590 -            | 1999 LC16                | 12 giugno 1999   | LINEAR                                                    |
| 44591 -            | 1999 NF40                | 14 luglio 1999   | LINEAR                                                    |
| 44592 -            | 1999 OM                  | 17 luglio 1999   | J. Broughton                                              |
| 44593 -            | 1999 OG3                 | 22 luglio 1999   | LINEAR                                                    |
| 44594 -            | 1999 OX3                 | 21 luglio 1999   | J. J. Kavelaars, B. J. Gladman, M. J. Holman, J.-M. Petit |
| 44595 -            | 1999 PE                  | 4 agosto 1999    | J. Broughton                                              |
| 44596 -            | 1999 PF                  | 4 agosto 1999    | J. Broughton                                              |
| 44597 Thoreau      | 1999 PW                  | 6 agosto 1999    | J. Tichá, M. Tichý                                        |
| 44598 -            | 1999 PL6                 | 7 agosto 1999    | LONEOS                                                    |
| 44599 -            | 1999 RA2                 | 6 settembre 1999 | K. Korlević                                               |
| 44600 -            | 1999 RU10                | 7 settembre 1999 | LINEAR                                                    |

## 44601-44700
| Nome              | Designazione provvisoria | Data di scoperta  | Scopritore             |
| ----------------- | ------------------------ | ----------------- | ---------------------- |
| 44601 -           | 1999 RM12                | 7 settembre 1999  | LINEAR                 |
| 44602 -           | 1999 RN12                | 7 settembre 1999  | LINEAR                 |
| 44603 -           | 1999 RT12                | 7 settembre 1999  | LINEAR                 |
| 44604 -           | 1999 RN14                | 7 settembre 1999  | LINEAR                 |
| 44605 -           | 1999 RM16                | 7 settembre 1999  | LINEAR                 |
| 44606 -           | 1999 RQ17                | 7 settembre 1999  | LINEAR                 |
| 44607 -           | 1999 RT17                | 7 settembre 1999  | LINEAR                 |
| 44608 -           | 1999 RR18                | 7 settembre 1999  | LINEAR                 |
| 44609 -           | 1999 RW18                | 7 settembre 1999  | LINEAR                 |
| 44610 -           | 1999 RW24                | 7 settembre 1999  | LINEAR                 |
| 44611 -           | 1999 RO25                | 7 settembre 1999  | LINEAR                 |
| 44612 -           | 1999 RP27                | 7 settembre 1999  | K. Korlević            |
| 44613 Rudolf      | 1999 RU31                | 8 settembre 1999  | P. Pravec, P. Kušnirák |
| 44614 -           | 1999 RM34                | 10 settembre 1999 | K. Korlević            |
| 44615 -           | 1999 RQ34                | 11 settembre 1999 | K. Korlević            |
| 44616 -           | 1999 RT34                | 10 settembre 1999 | P. Kušnirák, P. Pravec |
| 44617 -           | 1999 RY37                | 12 settembre 1999 | K. Korlević            |
| 44618 -           | 1999 RO38                | 13 settembre 1999 | K. Korlević            |
| 44619 -           | 1999 RO42                | 14 settembre 1999 | K. Korlević            |
| 44620 -           | 1999 RS43                | 12 settembre 1999 | K. Korlević            |
| 44621 -           | 1999 RV48                | 7 settembre 1999  | LINEAR                 |
| 44622 -           | 1999 RJ51                | 7 settembre 1999  | LINEAR                 |
| 44623 -           | 1999 RP55                | 7 settembre 1999  | LINEAR                 |
| 44624 -           | 1999 RS57                | 7 settembre 1999  | LINEAR                 |
| 44625 -           | 1999 RS63                | 7 settembre 1999  | LINEAR                 |
| 44626 -           | 1999 RU65                | 7 settembre 1999  | LINEAR                 |
| 44627 -           | 1999 RN71                | 7 settembre 1999  | LINEAR                 |
| 44628 -           | 1999 RQ75                | 7 settembre 1999  | LINEAR                 |
| 44629 -           | 1999 RT83                | 7 settembre 1999  | LINEAR                 |
| 44630 -           | 1999 RY83                | 7 settembre 1999  | LINEAR                 |
| 44631 -           | 1999 RT87                | 7 settembre 1999  | LINEAR                 |
| 44632 -           | 1999 RZ88                | 7 settembre 1999  | LINEAR                 |
| 44633 -           | 1999 RB90                | 7 settembre 1999  | LINEAR                 |
| 44634 -           | 1999 RZ94                | 7 settembre 1999  | LINEAR                 |
| 44635 -           | 1999 RO97                | 7 settembre 1999  | LINEAR                 |
| 44636 -           | 1999 RQ103               | 8 settembre 1999  | LINEAR                 |
| 44637 -           | 1999 RN105               | 8 settembre 1999  | LINEAR                 |
| 44638 -           | 1999 RA109               | 8 settembre 1999  | LINEAR                 |
| 44639 -           | 1999 RM109               | 8 settembre 1999  | LINEAR                 |
| 44640 -           | 1999 RQ110               | 8 settembre 1999  | LINEAR                 |
| 44641 -           | 1999 RZ111               | 9 settembre 1999  | LINEAR                 |
| 44642 -           | 1999 RL114               | 9 settembre 1999  | LINEAR                 |
| 44643 -           | 1999 RS114               | 9 settembre 1999  | LINEAR                 |
| 44644 -           | 1999 RY114               | 9 settembre 1999  | LINEAR                 |
| 44645 -           | 1999 RC118               | 9 settembre 1999  | LINEAR                 |
| 44646 -           | 1999 RN121               | 9 settembre 1999  | LINEAR                 |
| 44647 -           | 1999 RA129               | 9 settembre 1999  | LINEAR                 |
| 44648 -           | 1999 RN140               | 9 settembre 1999  | LINEAR                 |
| 44649 -           | 1999 RY141               | 9 settembre 1999  | LINEAR                 |
| 44650 -           | 1999 RF143               | 9 settembre 1999  | LINEAR                 |
| 44651 -           | 1999 RB148               | 9 settembre 1999  | LINEAR                 |
| 44652 -           | 1999 RC150               | 9 settembre 1999  | LINEAR                 |
| 44653 -           | 1999 RO151               | 9 settembre 1999  | LINEAR                 |
| 44654 -           | 1999 RR155               | 9 settembre 1999  | LINEAR                 |
| 44655 -           | 1999 RQ158               | 9 settembre 1999  | LINEAR                 |
| 44656 -           | 1999 RU159               | 9 settembre 1999  | LINEAR                 |
| 44657 -           | 1999 RK163               | 9 settembre 1999  | LINEAR                 |
| 44658 -           | 1999 RD168               | 9 settembre 1999  | LINEAR                 |
| 44659 -           | 1999 RJ169               | 9 settembre 1999  | LINEAR                 |
| 44660 -           | 1999 RQ169               | 9 settembre 1999  | LINEAR                 |
| 44661 -           | 1999 RX169               | 9 settembre 1999  | LINEAR                 |
| 44662 -           | 1999 RV170               | 9 settembre 1999  | LINEAR                 |
| 44663 -           | 1999 RS171               | 9 settembre 1999  | LINEAR                 |
| 44664 -           | 1999 RX171               | 9 settembre 1999  | LINEAR                 |
| 44665 -           | 1999 RF174               | 9 settembre 1999  | LINEAR                 |
| 44666 -           | 1999 RX176               | 9 settembre 1999  | LINEAR                 |
| 44667 -           | 1999 RB179               | 9 settembre 1999  | LINEAR                 |
| 44668 -           | 1999 RC181               | 9 settembre 1999  | LINEAR                 |
| 44669 -           | 1999 RC182               | 9 settembre 1999  | LINEAR                 |
| 44670 -           | 1999 RQ183               | 9 settembre 1999  | LINEAR                 |
| 44671 -           | 1999 RE184               | 9 settembre 1999  | LINEAR                 |
| 44672 -           | 1999 RL184               | 9 settembre 1999  | LINEAR                 |
| 44673 -           | 1999 RE185               | 9 settembre 1999  | LINEAR                 |
| 44674 -           | 1999 RD186               | 9 settembre 1999  | LINEAR                 |
| 44675 -           | 1999 RX186               | 9 settembre 1999  | LINEAR                 |
| 44676 -           | 1999 RG187               | 9 settembre 1999  | LINEAR                 |
| 44677 -           | 1999 RK190               | 10 settembre 1999 | LINEAR                 |
| 44678 -           | 1999 RP192               | 13 settembre 1999 | LINEAR                 |
| 44679 -           | 1999 RQ193               | 15 settembre 1999 | Spacewatch             |
| 44680 -           | 1999 RD194               | 7 settembre 1999  | LINEAR                 |
| 44681 -           | 1999 RZ195               | 8 settembre 1999  | LINEAR                 |
| 44682 -           | 1999 RK197               | 8 settembre 1999  | LINEAR                 |
| 44683 -           | 1999 RR197               | 8 settembre 1999  | LINEAR                 |
| 44684 -           | 1999 RY197               | 8 settembre 1999  | LINEAR                 |
| 44685 -           | 1999 RM200               | 8 settembre 1999  | LINEAR                 |
| 44686 -           | 1999 RN200               | 8 settembre 1999  | LINEAR                 |
| 44687 -           | 1999 RS204               | 8 settembre 1999  | LINEAR                 |
| 44688 -           | 1999 RR207               | 8 settembre 1999  | LINEAR                 |
| 44689 -           | 1999 RK210               | 8 settembre 1999  | LINEAR                 |
| 44690 -           | 1999 RK211               | 8 settembre 1999  | LINEAR                 |
| 44691 -           | 1999 RF221               | 5 settembre 1999  | LONEOS                 |
| 44692 -           | 1999 RG225               | 7 settembre 1999  | LINEAR                 |
| 44693 -           | 1999 RH234               | 8 settembre 1999  | CSS                    |
| 44694 Aprilhinton | 1999 RT234               | 8 settembre 1999  | CSS                    |
| 44695 -           | 1999 RY235               | 8 settembre 1999  | CSS                    |
| 44696 -           | 1999 RZ235               | 8 settembre 1999  | CSS                    |
| 44697 -           | 1999 RC239               | 8 settembre 1999  | CSS                    |
| 44698 -           | 1999 RS247               | 5 settembre 1999  | LONEOS                 |
| 44699 -           | 1999 SG                  | 16 settembre 1999 | K. Korlević            |
| 44700 -           | 1999 SG3                 | 22 settembre 1999 | LINEAR                 |

## 44701-44800
| Nome                | Designazione provvisoria | Data di scoperta  | Scopritore                       |
| ------------------- | ------------------------ | ----------------- | -------------------------------- |
| 44701 -             | 1999 SD7                 | 29 settembre 1999 | LINEAR                           |
| 44702 -             | 1999 SJ7                 | 29 settembre 1999 | LINEAR                           |
| 44703 -             | 1999 SX10                | 30 settembre 1999 | CSS                              |
| 44704 -             | 1999 SA11                | 30 settembre 1999 | CSS                              |
| 44705 -             | 1999 SL11                | 30 settembre 1999 | CSS                              |
| 44706 -             | 1999 SW24                | 30 settembre 1999 | CSS                              |
| 44707 -             | 1999 TR1                 | 1 ottobre 1999    | K. Korlević                      |
| 44708 -             | 1999 TS1                 | 1 ottobre 1999    | K. Korlević                      |
| 44709 -             | 1999 TV1                 | 1 ottobre 1999    | K. Korlević                      |
| 44710 -             | 1999 TM3                 | 4 ottobre 1999    | P. G. Comba                      |
| 44711 Carp          | 1999 TD4                 | 3 ottobre 1999    | A. Nakamura                      |
| 44712 -             | 1999 TJ5                 | 4 ottobre 1999    | L. Šarounová                     |
| 44713 -             | 1999 TP5                 | 1 ottobre 1999    | K. Korlević, M. Jurić            |
| 44714 -             | 1999 TS5                 | 6 ottobre 1999    | D. K. Chesney                    |
| 44715 Paolovezzosi  | 1999 TZ5                 | 2 ottobre 1999    | A. Boattini, M. Tombelli         |
| 44716 -             | 1999 TG6                 | 3 ottobre 1999    | CSS                              |
| 44717 Borgoamozzano | 1999 TY6                 | 7 ottobre 1999    | S. Donati                        |
| 44718 -             | 1999 TP8                 | 7 ottobre 1999    | K. Korlević, M. Jurić            |
| 44719 -             | 1999 TP9                 | 8 ottobre 1999    | K. Korlević, M. Jurić            |
| 44720 -             | 1999 TS9                 | 8 ottobre 1999    | K. Korlević, M. Jurić            |
| 44721 -             | 1999 TG10                | 8 ottobre 1999    | P. G. Comba                      |
| 44722 -             | 1999 TQ10                | 6 ottobre 1999    | K. Korlević, M. Jurić            |
| 44723 -             | 1999 TQ12                | 12 ottobre 1999   | P. G. Comba                      |
| 44724 -             | 1999 TU13                | 11 ottobre 1999   | Črni Vrh                         |
| 44725 -             | 1999 TD14                | 13 ottobre 1999   | P. G. Comba                      |
| 44726 -             | 1999 TT14                | 7 ottobre 1999    | K. Korlević, M. Jurić            |
| 44727 -             | 1999 TZ14                | 12 ottobre 1999   | C. W. Juels                      |
| 44728 -             | 1999 TT15                | 13 ottobre 1999   | P. Kušnirák, P. Pravec           |
| 44729 -             | 1999 TF17                | 15 ottobre 1999   | K. Korlević                      |
| 44730 -             | 1999 TY17                | 4 ottobre 1999    | BAO Schmidt CCD Asteroid Program |
| 44731 -             | 1999 TF18                | 10 ottobre 1999   | BAO Schmidt CCD Asteroid Program |
| 44732 -             | 1999 TM18                | 14 ottobre 1999   | BAO Schmidt CCD Asteroid Program |
| 44733 -             | 1999 TW19                | 14 ottobre 1999   | BAO Schmidt CCD Asteroid Program |
| 44734 -             | 1999 TJ25                | 3 ottobre 1999    | LINEAR                           |
| 44735 -             | 1999 TJ27                | 3 ottobre 1999    | LINEAR                           |
| 44736 -             | 1999 TF30                | 4 ottobre 1999    | LINEAR                           |
| 44737 -             | 1999 TW32                | 4 ottobre 1999    | LINEAR                           |
| 44738 -             | 1999 TD35                | 4 ottobre 1999    | LINEAR                           |
| 44739 -             | 1999 TV36                | 15 ottobre 1999   | LONEOS                           |
| 44740 -             | 1999 TJ37                | 13 ottobre 1999   | LONEOS                           |
| 44741 -             | 1999 TO38                | 1 ottobre 1999    | CSS                              |
| 44742 -             | 1999 TK40                | 5 ottobre 1999    | CSS                              |
| 44743 -             | 1999 TR48                | 4 ottobre 1999    | Spacewatch                       |
| 44744 -             | 1999 TX48                | 4 ottobre 1999    | Spacewatch                       |
| 44745 -             | 1999 TZ54                | 6 ottobre 1999    | Spacewatch                       |
| 44746 -             | 1999 TE61                | 7 ottobre 1999    | Spacewatch                       |
| 44747 -             | 1999 TN80                | 11 ottobre 1999   | Spacewatch                       |
| 44748 -             | 1999 TT86                | 15 ottobre 1999   | Spacewatch                       |
| 44749 -             | 1999 TY91                | 2 ottobre 1999    | LINEAR                           |
| 44750 -             | 1999 TC94                | 2 ottobre 1999    | LINEAR                           |
| 44751 -             | 1999 TS97                | 2 ottobre 1999    | LINEAR                           |
| 44752 -             | 1999 TY99                | 2 ottobre 1999    | LINEAR                           |
| 44753 -             | 1999 TJ102               | 2 ottobre 1999    | LINEAR                           |
| 44754 -             | 1999 TJ105               | 3 ottobre 1999    | LINEAR                           |
| 44755 -             | 1999 TN105               | 15 ottobre 1999   | LINEAR                           |
| 44756 -             | 1999 TQ107               | 4 ottobre 1999    | LINEAR                           |
| 44757 -             | 1999 TF113               | 4 ottobre 1999    | LINEAR                           |
| 44758 -             | 1999 TH113               | 4 ottobre 1999    | LINEAR                           |
| 44759 -             | 1999 TY113               | 4 ottobre 1999    | LINEAR                           |
| 44760 -             | 1999 TJ114               | 4 ottobre 1999    | LINEAR                           |
| 44761 -             | 1999 TF115               | 4 ottobre 1999    | LINEAR                           |
| 44762 -             | 1999 TZ115               | 4 ottobre 1999    | LINEAR                           |
| 44763 -             | 1999 TM116               | 4 ottobre 1999    | LINEAR                           |
| 44764 -             | 1999 TG120               | 4 ottobre 1999    | LINEAR                           |
| 44765 -             | 1999 TP122               | 4 ottobre 1999    | LINEAR                           |
| 44766 -             | 1999 TM123               | 4 ottobre 1999    | LINEAR                           |
| 44767 -             | 1999 TK124               | 4 ottobre 1999    | LINEAR                           |
| 44768 -             | 1999 TR124               | 4 ottobre 1999    | LINEAR                           |
| 44769 -             | 1999 TU130               | 6 ottobre 1999    | LINEAR                           |
| 44770 -             | 1999 TA131               | 6 ottobre 1999    | LINEAR                           |
| 44771 -             | 1999 TA135               | 6 ottobre 1999    | LINEAR                           |
| 44772 -             | 1999 TM139               | 6 ottobre 1999    | LINEAR                           |
| 44773 -             | 1999 TU140               | 6 ottobre 1999    | LINEAR                           |
| 44774 -             | 1999 TK141               | 6 ottobre 1999    | LINEAR                           |
| 44775 -             | 1999 TL148               | 7 ottobre 1999    | LINEAR                           |
| 44776 -             | 1999 TM149               | 7 ottobre 1999    | LINEAR                           |
| 44777 -             | 1999 TS151               | 7 ottobre 1999    | LINEAR                           |
| 44778 -             | 1999 TK152               | 7 ottobre 1999    | LINEAR                           |
| 44779 -             | 1999 TM153               | 7 ottobre 1999    | LINEAR                           |
| 44780 -             | 1999 TN154               | 7 ottobre 1999    | LINEAR                           |
| 44781 -             | 1999 TO154               | 7 ottobre 1999    | LINEAR                           |
| 44782 -             | 1999 TK156               | 7 ottobre 1999    | LINEAR                           |
| 44783 -             | 1999 TA164               | 9 ottobre 1999    | LINEAR                           |
| 44784 -             | 1999 TQ165               | 10 ottobre 1999   | LINEAR                           |
| 44785 -             | 1999 TF168               | 10 ottobre 1999   | LINEAR                           |
| 44786 -             | 1999 TQ171               | 10 ottobre 1999   | LINEAR                           |
| 44787 -             | 1999 TE172               | 10 ottobre 1999   | LINEAR                           |
| 44788 -             | 1999 TS172               | 10 ottobre 1999   | LINEAR                           |
| 44789 -             | 1999 TU172               | 10 ottobre 1999   | LINEAR                           |
| 44790 -             | 1999 TV173               | 10 ottobre 1999   | LINEAR                           |
| 44791 -             | 1999 TN176               | 10 ottobre 1999   | LINEAR                           |
| 44792 -             | 1999 TK177               | 10 ottobre 1999   | LINEAR                           |
| 44793 -             | 1999 TB178               | 10 ottobre 1999   | LINEAR                           |
| 44794 -             | 1999 TP180               | 10 ottobre 1999   | LINEAR                           |
| 44795 -             | 1999 TU180               | 10 ottobre 1999   | LINEAR                           |
| 44796 -             | 1999 TY180               | 10 ottobre 1999   | LINEAR                           |
| 44797 -             | 1999 TD181               | 10 ottobre 1999   | LINEAR                           |
| 44798 -             | 1999 TL191               | 12 ottobre 1999   | LINEAR                           |
| 44799 -             | 1999 TQ192               | 12 ottobre 1999   | LINEAR                           |
| 44800 -             | 1999 TY194               | 12 ottobre 1999   | LINEAR                           |

## 44801-44900
| Nome          | Designazione provvisoria | Data di scoperta | Scopritore                       |
| ------------- | ------------------------ | ---------------- | -------------------------------- |
| 44801 -       | 1999 TD200               | 12 ottobre 1999  | LINEAR                           |
| 44802 -       | 1999 TG206               | 13 ottobre 1999  | LINEAR                           |
| 44803 -       | 1999 TO206               | 13 ottobre 1999  | LINEAR                           |
| 44804 -       | 1999 TO210               | 14 ottobre 1999  | LINEAR                           |
| 44805 -       | 1999 TT214               | 15 ottobre 1999  | LINEAR                           |
| 44806 -       | 1999 TW215               | 15 ottobre 1999  | LINEAR                           |
| 44807 -       | 1999 TP217               | 15 ottobre 1999  | LINEAR                           |
| 44808 -       | 1999 TM220               | 1 ottobre 1999   | CSS                              |
| 44809 -       | 1999 TN221               | 2 ottobre 1999   | LINEAR                           |
| 44810 -       | 1999 TR221               | 2 ottobre 1999   | LONEOS                           |
| 44811 -       | 1999 TE222               | 2 ottobre 1999   | LONEOS                           |
| 44812 -       | 1999 TH222               | 2 ottobre 1999   | LONEOS                           |
| 44813 -       | 1999 TV222               | 2 ottobre 1999   | LINEAR                           |
| 44814 -       | 1999 TX222               | 2 ottobre 1999   | LINEAR                           |
| 44815 -       | 1999 TO223               | 2 ottobre 1999   | LINEAR                           |
| 44816 -       | 1999 TB224               | 4 ottobre 1999   | LONEOS                           |
| 44817 -       | 1999 TW234               | 3 ottobre 1999   | CSS                              |
| 44818 -       | 1999 TQ236               | 3 ottobre 1999   | CSS                              |
| 44819 -       | 1999 TS236               | 3 ottobre 1999   | CSS                              |
| 44820 -       | 1999 TX236               | 3 ottobre 1999   | CSS                              |
| 44821 Amadora | 1999 TZ236               | 3 ottobre 1999   | CSS                              |
| 44822 -       | 1999 TW239               | 4 ottobre 1999   | CSS                              |
| 44823 -       | 1999 TG242               | 4 ottobre 1999   | CSS                              |
| 44824 -       | 1999 TH243               | 6 ottobre 1999   | LINEAR                           |
| 44825 -       | 1999 TS243               | 12 ottobre 1999  | LINEAR                           |
| 44826 -       | 1999 TH244               | 7 ottobre 1999   | CSS                              |
| 44827 -       | 1999 TN247               | 8 ottobre 1999   | CSS                              |
| 44828 -       | 1999 TR247               | 8 ottobre 1999   | CSS                              |
| 44829 -       | 1999 TS247               | 8 ottobre 1999   | CSS                              |
| 44830 -       | 1999 TT247               | 8 ottobre 1999   | CSS                              |
| 44831 -       | 1999 TF248               | 8 ottobre 1999   | CSS                              |
| 44832 -       | 1999 TJ248               | 8 ottobre 1999   | CSS                              |
| 44833 -       | 1999 TL248               | 8 ottobre 1999   | CSS                              |
| 44834 -       | 1999 TE256               | 9 ottobre 1999   | LINEAR                           |
| 44835 -       | 1999 TS259               | 9 ottobre 1999   | LINEAR                           |
| 44836 -       | 1999 TB262               | 13 ottobre 1999  | LINEAR                           |
| 44837 -       | 1999 TM270               | 3 ottobre 1999   | LINEAR                           |
| 44838 -       | 1999 TK272               | 3 ottobre 1999   | LINEAR                           |
| 44839 -       | 1999 TU273               | 5 ottobre 1999   | LINEAR                           |
| 44840 -       | 1999 TO284               | 9 ottobre 1999   | LINEAR                           |
| 44841 -       | 1999 TP284               | 9 ottobre 1999   | LINEAR                           |
| 44842 -       | 1999 TG285               | 9 ottobre 1999   | LINEAR                           |
| 44843 -       | 1999 TX286               | 10 ottobre 1999  | LINEAR                           |
| 44844 -       | 1999 TG288               | 10 ottobre 1999  | LINEAR                           |
| 44845 -       | 1999 TE289               | 10 ottobre 1999  | LINEAR                           |
| 44846 -       | 1999 TN290               | 10 ottobre 1999  | LINEAR                           |
| 44847 -       | 1999 TA291               | 10 ottobre 1999  | LINEAR                           |
| 44848 -       | 1999 TY291               | 10 ottobre 1999  | LINEAR                           |
| 44849 -       | 1999 UE1                 | 16 ottobre 1999  | K. Korlević                      |
| 44850 -       | 1999 UR1                 | 17 ottobre 1999  | T. Urata                         |
| 44851 -       | 1999 UE2                 | 16 ottobre 1999  | K. Korlević                      |
| 44852 -       | 1999 UG2                 | 17 ottobre 1999  | K. Korlević                      |
| 44853 -       | 1999 UR4                 | 31 ottobre 1999  | L. Šarounová                     |
| 44854 -       | 1999 UY5                 | 29 ottobre 1999  | CSS                              |
| 44855 -       | 1999 UF6                 | 28 ottobre 1999  | BAO Schmidt CCD Asteroid Program |
| 44856 -       | 1999 UH6                 | 28 ottobre 1999  | BAO Schmidt CCD Asteroid Program |
| 44857 -       | 1999 UW8                 | 29 ottobre 1999  | CSS                              |
| 44858 -       | 1999 UZ13                | 29 ottobre 1999  | CSS                              |
| 44859 -       | 1999 UH14                | 29 ottobre 1999  | CSS                              |
| 44860 -       | 1999 UC15                | 29 ottobre 1999  | CSS                              |
| 44861 -       | 1999 UL15                | 29 ottobre 1999  | CSS                              |
| 44862 -       | 1999 UM15                | 29 ottobre 1999  | CSS                              |
| 44863 -       | 1999 UV15                | 29 ottobre 1999  | CSS                              |
| 44864 -       | 1999 UJ23                | 28 ottobre 1999  | CSS                              |
| 44865 -       | 1999 UO23                | 28 ottobre 1999  | CSS                              |
| 44866 -       | 1999 UP27                | 30 ottobre 1999  | Spacewatch                       |
| 44867 -       | 1999 UN29                | 31 ottobre 1999  | Spacewatch                       |
| 44868 -       | 1999 UQ29                | 31 ottobre 1999  | Spacewatch                       |
| 44869 -       | 1999 UQ34                | 31 ottobre 1999  | Spacewatch                       |
| 44870 -       | 1999 UP35                | 30 ottobre 1999  | Spacewatch                       |
| 44871 -       | 1999 UR38                | 29 ottobre 1999  | LONEOS                           |
| 44872 -       | 1999 UA41                | 17 ottobre 1999  | LONEOS                           |
| 44873 -       | 1999 UF41                | 17 ottobre 1999  | LONEOS                           |
| 44874 -       | 1999 UY44                | 30 ottobre 1999  | CSS                              |
| 44875 -       | 1999 UO45                | 31 ottobre 1999  | CSS                              |
| 44876 -       | 1999 UG46                | 31 ottobre 1999  | CSS                              |
| 44877 -       | 1999 UK46                | 31 ottobre 1999  | CSS                              |
| 44878 -       | 1999 UD49                | 31 ottobre 1999  | CSS                              |
| 44879 -       | 1999 UP50                | 30 ottobre 1999  | CSS                              |
| 44880 -       | 1999 UF51                | 31 ottobre 1999  | CSS                              |
| 44881 -       | 1999 UJ51                | 31 ottobre 1999  | CSS                              |
| 44882 -       | 1999 UR51                | 31 ottobre 1999  | CSS                              |
| 44883 -       | 1999 UW52                | 31 ottobre 1999  | CSS                              |
| 44884 -       | 1999 UT56                | 28 ottobre 1999  | CSS                              |
| 44885 Vodička | 1999 VB                  | 1 novembre 1999  | Kleť                             |
| 44886 -       | 1999 VF1                 | 4 novembre 1999  | T. Stafford                      |
| 44887 -       | 1999 VF5                 | 5 novembre 1999  | K. Korlević                      |
| 44888 -       | 1999 VJ5                 | 4 novembre 1999  | Y. Shimizu, T. Urata             |
| 44889 -       | 1999 VC6                 | 5 novembre 1999  | T. Kobayashi                     |
| 44890 -       | 1999 VF7                 | 7 novembre 1999  | K. Korlević                      |
| 44891 -       | 1999 VB8                 | 8 novembre 1999  | K. Korlević                      |
| 44892 -       | 1999 VJ8                 | 8 novembre 1999  | K. Korlević                      |
| 44893 -       | 1999 VV8                 | 5 novembre 1999  | Farpoint                         |
| 44894 -       | 1999 VK9                 | 8 novembre 1999  | K. Korlević                      |
| 44895 -       | 1999 VL9                 | 8 novembre 1999  | K. Korlević                      |
| 44896 -       | 1999 VB12                | 10 novembre 1999 | C. W. Juels                      |
| 44897 -       | 1999 VP12                | 11 novembre 1999 | C. W. Juels                      |
| 44898 -       | 1999 VA15                | 2 novembre 1999  | Spacewatch                       |
| 44899 -       | 1999 VD15                | 2 novembre 1999  | Spacewatch                       |
| 44900 -       | 1999 VG17                | 2 novembre 1999  | Spacewatch                       |

## 44901-45000
| Nome    | Designazione provvisoria | Data di scoperta | Scopritore                       |
| ------- | ------------------------ | ---------------- | -------------------------------- |
| 44901 - | 1999 VS18                | 2 novembre 1999  | Spacewatch                       |
| 44902 - | 1999 VJ19                | 10 novembre 1999 | K. Korlević                      |
| 44903 - | 1999 VR19                | 12 novembre 1999 | T. Stafford                      |
| 44904 - | 1999 VH21                | 12 novembre 1999 | K. Korlević                      |
| 44905 - | 1999 VS22                | 13 novembre 1999 | C. W. Juels                      |
| 44906 - | 1999 VF23                | 8 novembre 1999  | R. Pacheco, À. López             |
| 44907 - | 1999 VM24                | 15 novembre 1999 | C. W. Juels                      |
| 44908 - | 1999 VR24                | 15 novembre 1999 | P. Kušnirák                      |
| 44909 - | 1999 VV24                | 13 novembre 1999 | T. Kobayashi                     |
| 44910 - | 1999 VX24                | 13 novembre 1999 | T. Kobayashi                     |
| 44911 - | 1999 VJ25                | 13 novembre 1999 | T. Kobayashi                     |
| 44912 - | 1999 VN25                | 13 novembre 1999 | T. Kobayashi                     |
| 44913 - | 1999 VD26                | 3 novembre 1999  | LINEAR                           |
| 44914 - | 1999 VN27                | 3 novembre 1999  | CSS                              |
| 44915 - | 1999 VR27                | 3 novembre 1999  | CSS                              |
| 44916 - | 1999 VL28                | 3 novembre 1999  | LINEAR                           |
| 44917 - | 1999 VY29                | 3 novembre 1999  | LINEAR                           |
| 44918 - | 1999 VV30                | 3 novembre 1999  | LINEAR                           |
| 44919 - | 1999 VC31                | 3 novembre 1999  | LINEAR                           |
| 44920 - | 1999 VK32                | 3 novembre 1999  | LINEAR                           |
| 44921 - | 1999 VL32                | 3 novembre 1999  | LINEAR                           |
| 44922 - | 1999 VE34                | 3 novembre 1999  | LINEAR                           |
| 44923 - | 1999 VF34                | 3 novembre 1999  | LINEAR                           |
| 44924 - | 1999 VN34                | 3 novembre 1999  | LINEAR                           |
| 44925 - | 1999 VB36                | 3 novembre 1999  | LINEAR                           |
| 44926 - | 1999 VC36                | 3 novembre 1999  | LINEAR                           |
| 44927 - | 1999 VX36                | 3 novembre 1999  | LINEAR                           |
| 44928 - | 1999 VJ37                | 3 novembre 1999  | LINEAR                           |
| 44929 - | 1999 VR37                | 3 novembre 1999  | LINEAR                           |
| 44930 - | 1999 VC39                | 10 novembre 1999 | LINEAR                           |
| 44931 - | 1999 VD39                | 10 novembre 1999 | LINEAR                           |
| 44932 - | 1999 VJ40                | 5 novembre 1999  | N. Kawasato                      |
| 44933 - | 1999 VU44                | 4 novembre 1999  | CSS                              |
| 44934 - | 1999 VV45                | 4 novembre 1999  | CSS                              |
| 44935 - | 1999 VT49                | 3 novembre 1999  | LINEAR                           |
| 44936 - | 1999 VD50                | 3 novembre 1999  | LINEAR                           |
| 44937 - | 1999 VU50                | 3 novembre 1999  | LINEAR                           |
| 44938 - | 1999 VV50                | 3 novembre 1999  | LINEAR                           |
| 44939 - | 1999 VB52                | 3 novembre 1999  | LINEAR                           |
| 44940 - | 1999 VH53                | 3 novembre 1999  | LINEAR                           |
| 44941 - | 1999 VQ53                | 4 novembre 1999  | LINEAR                           |
| 44942 - | 1999 VM55                | 4 novembre 1999  | LINEAR                           |
| 44943 - | 1999 VB57                | 4 novembre 1999  | LINEAR                           |
| 44944 - | 1999 VS58                | 4 novembre 1999  | LINEAR                           |
| 44945 - | 1999 VG59                | 4 novembre 1999  | LINEAR                           |
| 44946 - | 1999 VU61                | 4 novembre 1999  | LINEAR                           |
| 44947 - | 1999 VK62                | 4 novembre 1999  | LINEAR                           |
| 44948 - | 1999 VT63                | 4 novembre 1999  | LINEAR                           |
| 44949 - | 1999 VX63                | 4 novembre 1999  | LINEAR                           |
| 44950 - | 1999 VY65                | 4 novembre 1999  | LINEAR                           |
| 44951 - | 1999 VD68                | 4 novembre 1999  | LINEAR                           |
| 44952 - | 1999 VB71                | 4 novembre 1999  | LINEAR                           |
| 44953 - | 1999 VB72                | 11 novembre 1999 | BAO Schmidt CCD Asteroid Program |
| 44954 - | 1999 VN72                | 15 novembre 1999 | BAO Schmidt CCD Asteroid Program |
| 44955 - | 1999 VS72                | 5 novembre 1999  | N. Kawasato                      |
| 44956 - | 1999 VQ77                | 3 novembre 1999  | LINEAR                           |
| 44957 - | 1999 VG78                | 4 novembre 1999  | LINEAR                           |
| 44958 - | 1999 VT78                | 4 novembre 1999  | LINEAR                           |
| 44959 - | 1999 VL82                | 5 novembre 1999  | LINEAR                           |
| 44960 - | 1999 VJ86                | 5 novembre 1999  | LINEAR                           |
| 44961 - | 1999 VS86                | 7 novembre 1999  | LINEAR                           |
| 44962 - | 1999 VL87                | 4 novembre 1999  | LINEAR                           |
| 44963 - | 1999 VZ88                | 4 novembre 1999  | LINEAR                           |
| 44964 - | 1999 VK90                | 5 novembre 1999  | LINEAR                           |
| 44965 - | 1999 VY92                | 9 novembre 1999  | LINEAR                           |
| 44966 - | 1999 VD93                | 9 novembre 1999  | LINEAR                           |
| 44967 - | 1999 VG93                | 9 novembre 1999  | LINEAR                           |
| 44968 - | 1999 VC97                | 9 novembre 1999  | LINEAR                           |
| 44969 - | 1999 VD97                | 9 novembre 1999  | LINEAR                           |
| 44970 - | 1999 VJ98                | 9 novembre 1999  | LINEAR                           |
| 44971 - | 1999 VA100               | 9 novembre 1999  | LINEAR                           |
| 44972 - | 1999 VB112               | 9 novembre 1999  | LINEAR                           |
| 44973 - | 1999 VV112               | 9 novembre 1999  | LINEAR                           |
| 44974 - | 1999 VT114               | 9 novembre 1999  | CSS                              |
| 44975 - | 1999 VD145               | 13 novembre 1999 | CSS                              |
| 44976 - | 1999 VJ146               | 12 novembre 1999 | LINEAR                           |
| 44977 - | 1999 VN156               | 12 novembre 1999 | LINEAR                           |
| 44978 - | 1999 VN157               | 14 novembre 1999 | LINEAR                           |
| 44979 - | 1999 VT157               | 14 novembre 1999 | LINEAR                           |
| 44980 - | 1999 VW157               | 14 novembre 1999 | LINEAR                           |
| 44981 - | 1999 VG159               | 14 novembre 1999 | LINEAR                           |
| 44982 - | 1999 VD160               | 14 novembre 1999 | LINEAR                           |
| 44983 - | 1999 VU163               | 14 novembre 1999 | LINEAR                           |
| 44984 - | 1999 VC164               | 14 novembre 1999 | LINEAR                           |
| 44985 - | 1999 VD164               | 14 novembre 1999 | LINEAR                           |
| 44986 - | 1999 VT164               | 14 novembre 1999 | LINEAR                           |
| 44987 - | 1999 VW168               | 14 novembre 1999 | LINEAR                           |
| 44988 - | 1999 VR172               | 14 novembre 1999 | LINEAR                           |
| 44989 - | 1999 VG173               | 15 novembre 1999 | LINEAR                           |
| 44990 - | 1999 VD174               | 3 novembre 1999  | LONEOS                           |
| 44991 - | 1999 VJ174               | 12 novembre 1999 | LONEOS                           |
| 44992 - | 1999 VK178               | 6 novembre 1999  | LINEAR                           |
| 44993 - | 1999 VP178               | 6 novembre 1999  | LINEAR                           |
| 44994 - | 1999 VM179               | 6 novembre 1999  | LINEAR                           |
| 44995 - | 1999 VS184               | 15 novembre 1999 | LINEAR                           |
| 44996 - | 1999 VT184               | 15 novembre 1999 | LINEAR                           |
| 44997 - | 1999 VX184               | 15 novembre 1999 | LINEAR                           |
| 44998 - | 1999 VH185               | 15 novembre 1999 | LINEAR                           |
| 44999 - | 1999 VQ186               | 15 novembre 1999 | LINEAR                           |
| 45000 - | 1999 VR186               | 15 novembre 1999 | LINEAR                           |